# 아게마쓰역
아게마쓰역(일본어: 上松駅)은 일본 나가노현 기소군 아게마쓰정에 있는 도카이 여객철도 주오 본선의 역이다.
아침 · 밤의 시간대에 특급 '(와이드 뷰) 시나노'의 일부가 정차한다.

## 역 구조 및 승강장
단선 승강장 1면 1선, 섬식 승강장 1면 2선의 합계 2면 3선의 승강장을 가지는 지상역. 1·3번선이 본선, 2번선이 부본선으로 되어 있어, 2번선은 주로 해서 특급의 대기를 행하는 보통 열차나, 이 역 시발의 하행 열차가 사용한다.
도카이 교통 사업의 직원이 업무를 담당하는 업무위탁역으로, 기소후쿠시마역이 이 역을 관리하고 있다. 발권 창구, 승차권 자동 발매기를 가진다. 이른 아침 · 야간은 무인으로 한다. 또한, 도카이 교통 사업 기소 사업소를 병설하고 있다.
| 1 | ■ 주오 본선 | 상행 | 나카쓰가와 · 나고야 방면   | 특급 포함      |
| 2 | ■ 주오 본선 | 상행 | 나카쓰가와 · 나고야 방면   | 대피 열차      |
| 2 | ■ 주오 본선 | 하행 | 기소후쿠시마 · 나가노 방면 | 대피 · 시발 등 |
| 3 | ■ 주오 본선 | 하행 | 기소후쿠시마 · 나가노 방면 | 특급 포함      |

## 역 주변
- 아게마쓰 정청
- 국도 제19호선

## 역사
- 1910년
  - 10월 5일 : 관설 철도가 스하라 역까지 연신했던 때의 종착역으로서 개업. 여객 및 화물의 취급을 개시.
  - 10월 12일 : 선로 명칭 제정. 주오 사이선의 소속이 된다.
  - 11월 15일 : 주오 사이선이 기소후쿠시마 역까지 연신해, 도중역이 된다.
- 1911년 5월 1일 : 선로 명칭 제정. 이 역을 포함한 주오 사이선이 주오 본선에 편입되었다.
- 1984년 1월 15일 : 화물의 취급을 폐지.
- 1987년 4월 1일 : 일본국유철도 분할 민영화에 의해, 도카이 여객철도의 역이 된다.
- 1992년 11월 : 발권 창구 영업 개시.

## 인접 역
| 도카이 여객철도 주오 본선           | 도카이 여객철도 주오 본선 | 도카이 여객철도 주오 본선       |
| ----------------------------------- | ------------------------- | ------------------------------- |
| 기소후쿠시마 시오지리 · 나가노 방면 | ■ 주오 본선               | 구라모토 나카쓰가와·나고야 방면 |